# 2980 Cameron
A 2980 Cameron (ideiglenes jelöléssel 1981 EU17) a Naprendszer kisbolygóövében található aszteroida. Schelte J. Bus fedezte fel 1981. március 2-án.